# Hickory County
Hickory County är ett administrativt område i delstaten Missouri, USA, med 9 627 invånare. Den administrativa huvudorten (county seat) är Hermitage.

## Geografi
Enligt United States Census Bureau har countyt en total area på 1 066 km². 1 032 km² av den arean är land och 34 km² är vatten.

### Angränsande countyn
- Benton County - nord
- Camden County - öst
- Dallas County - sydost
- Polk County - syd
- St. Clair County - väst

### Orter
- Cross Timbers
- Hermitage (huvudort)
- Preston
- Weaubleau
- Wheatland